# Hedera canariensis

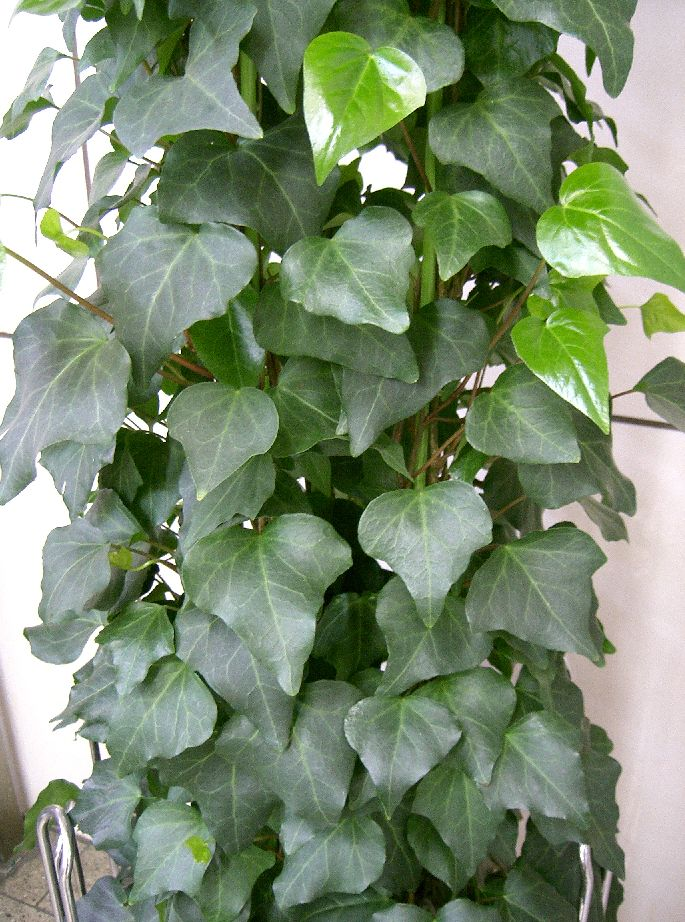
Vista de la planta

Hedera canariensis és una espècie d'heura de la família de les araliàcies, nativa de la costa atlàntica a les illes Canàries i al nord d'Àfrica. És una planta adaptada al bosc de llorer, un tipus d'hàbitat forestal ennuvolat. Es presenta com a espècie oportunista a través de distribucions àmplies amb parents propers i poques espècies, que indiquen la recent divergència de l'espècie.
Es tracta d'una planta enfiladissa i llenyosa. Les tiges joves són de color verd o verdós marró, a vegades tenyides de color vermell o violeta, que es converteixen en gris a la maduresa. És una espècie de fulla perenne amb fulles àmplies, de 5 a 20 cm, amb d'1 a 5 lòbuls, de color verd fosc brillant. A les branques fèrtils són més o menys senceres, suborbiculars i cordiformes, mentre que a les branques estèrils són més o menys lobulades, una mica carnoses i brillants. S'enfila amb arrels adventícies i pot arribar fins als 50 m de longitud. Les flors són verdoses i les fruites, globulars i negres quan estan madures. Les seves llavors són escampades pels ocells.
Es cultiva en jardins i s'utilitza en arranjaments florals. Està relacionada amb Hedera helix L., de la qual alguns autors han considerat subespècie.

## Taxonomia
Hedera canariensis va ser descrita per Carl Ludwig Willdenow i publicada a Der Gesellschaft Naturforschender Freunde zu Berlin Magazin für die neuesten Entdeckungen in der Gesammten Naturkunde 4: 261, l'any 1830.

### Citologia
Nombre de cromosomes d'Hedera canariensis  i tàxons infraespecífics: 2n=96.

### Etimologia
- Hedera: nom genèric llatí atorgat a l'heura.
- canariensis: epítet geogràfic que fa al·lusió a la seva localització a les Illes Canàries.

### Sinonímia
- Hedera canariensis var. arborescens Paul
- Hedera canariensis var. aureomaculata Paul
- Hedera canariensis var. marginomaculata Lawr.
- Hedera canariensis var. striata Lawr.
- Hedera canariensis var. viridis (Hibberd) Lawr.
- Hedera grandifolia Hibberd
- Hedera grandifolia var. pallida Hibberd
- Hedera grandifolia var. viridis Hibberd
- Hedera helix var. canariensis (Willd.) DC.
- Hedera helix subsp. canariensis (Willd.) Cout.
- Hedera sevillana Sprenger
- Hedera viridis (Hibberd) G.Nicholson[3]